# Joppa fenestrata
Joppa fenestrata là một loài tò vò trong họ Ichneumonidae.